# Bacanius nobleti
Bacanius nobleti är en skalbaggsart som beskrevs av Yves Gomy 1981. Bacanius nobleti ingår i släktet Bacanius och familjen stumpbaggar. Inga underarter finns listade i Catalogue of Life.